# 1949年の日本の女性史
本項目1949年の日本の女性史（1949ねんのにほんのじょせいし）では、1949年（昭和24年）の日本における女性に関するできごとを時系列的に挙げる。参考文献は日本の女性史年表を参照のこと。
本項目は歴史研究としての女性史ではなく、日本における女性に関するできごとをある体系に基づいて述べようとするものではない。

## 1～3月
- 1月 家庭裁判所開設、全国で49
- 1月23日 衆議院選挙、婦人12人当選、投票率女67.95%、男80.74%
- 1月- 主婦連、「主婦の店」選定運動。

品質・衛生面・サービス等信頼のおける「主婦の店」を選ぶ運動で、これによる物価値下げを期待した。物価庁がバックアップし、東京都内の市・区役所を通して投票するシステムで、47万人が投票に参加、857店が選ばれた。
結果は、都・市・区役所につながるボス商人の利益になっている・零細小売業者いじめとなっている等の批判を浴び、また、この運動が物価値下げにつながった様子もなく、更に、物価庁がこの運動のためとして1600万円・現在の価値で約1億円超を主婦連会長奥むめお個人に渡していたことが判明し、運動そのものへの疑問が広がって終わった。
- 2月3-5日 日教組第4回臨時大会で婦人部提出の男女差別の撤廃要求通らず、本部専従委員に女子3人を加える要求のみ採択。
- 2月21日 公私立新制大学79校設置認可、大阪・高知の公立女子大、共立薬科・実践・昭和薬科・女子美・東京家政・宮城学院・京都・同志社・大阪樟蔭・神戸女子薬科・広島女学院の各私立女子大学新設。
- 2月24日 政府、貧困家庭12万世帯に主食掛売り（現金で売るのではなく、後払いの信用売り）許可。

おりからの経済恐慌で2月頃からは殆どの企業で賃金遅配・不払い、更に企業閉鎖・大量解雇が続いた。
- 3月8日 国際婦人デー中央集会、15000名参加、参加組織142、子供づれの主婦と男性の参加目立つ。スローガン「私達の家庭、私達の職場を守ろう・子供の健康と教育を守れ・戦争反対世界の平和を守れ・自由と平和と独立のために力を合せよう」。終了後デモ行進、各代表は首相官邸に向い決議文を手交。
- 3月8日 東京都、女子学童に増えている頭髪シラミにDDTを使って駆除を開始。
- 3月- 東武鉄道労働組合、家族会結成
- 3月25日-4月1日 大妻・共立・昭和・和洋・椙山・武庫川・ノートルダム清心・相模の各私立女子大学、熊本女子大（公立）設置認可

## 4月
- 4月2日 大阪市生野区主婦ら2000人、税の適正化を要求し税務署に押しかける。
- 4月10日 第2回婦人の日大会、日比谷公会堂で。

民主自由党から日本共産党までの各政党・婦人団体・労働組合など30団体、3000人参加。日本民主婦人協議会（民婦協）も参加。議長高田直子（日教組）。
大会宣言「…我々は政治的には一応解放されたが悪條件は山積し、民主主義は空回りしている。…戦争のもたらした苦悩は足かせとなって婦人の前進を阻み、今また戦争の危機が世界を覆おうとしている。しかし戦争の中からこの解放を得た私達は実質的な解放をも同時に得るためにも、また戦争放棄に邁進することを誓う…」。スローガン「性別による不当解雇絶対反対・職場に於ける男女の実質的平等の獲得・労働基準法の完全実施・最低賃金制確立、不当課税反対・家庭生活の社会化を・180万の未亡人に仕事と家を・農村から根強い因習を追放せよ・運賃物価値上絶対反対・講和会議の締結促進・戦争はいやです、婦人の力で平和を守ろう」。（日本労働年鑑より）
- 4月10日 綴喜郡一路会（京都府下初の未亡人会）結成。以後、各地に未亡人会結成。戦争・戦災・引揚者などの未亡人、全国で180万余。
- 4月10-16日 第1回婦人週間「もっと高めましょう　わたしたちの力を、地位を、自覚を」

労働省、4月10日に始まる1週間を「婦人週間」と定める。日本婦人参政権初行使の4月10日を記念。女性の地位向上のための啓発活動が目的。日本民主婦人協議会（民婦協）、「積極的に参加」を表明。
- 4月16日 衆議院厚生委員会で、未亡人3人、窮状を訴える。
- 4月- 看護婦・医師など、病院における解雇問題ひんぱんに起こる。
  - 東大病院附属厚生女学部卒業生13名が病院に看護婦としての採用を拒否され、5名がハンガー・ストライキ。病院職員組合の応援を得、病院は採用拒否を取り消した。
  - 京大病院では附属看護学校卒業生6名が同様に不採用となり、10日に及ぶハンガー・ストライキ。職員組合や学生の応援で学長に抗議を行ったが、学長は警官400名を大学に導入。このため、警官導入に対する抗議の方が激しくなり、看護婦問題の解決が脇に押しやられ、学生の処分、病院職員・看護婦全員の職員組合からの脱退という結末となった。
  - 9月の厚生省による国立療養所清瀬病院の医師・看護婦11名の解雇など、各所で解雇問題が起き反対運動がおきた。
- 4月30日 厚生省、避妊薬7品目発売許可
- 4月- 新制大学発足（女子大学31）

## 5月
- 5月2日 婦人団体協議会（婦団協）結成。婦人団体、労働組合婦人部および政党婦人部など44団体参加。
- 5月8日 初の母の日。アメリカの例に倣って5月の第2日曜日。
- 5月12日 三田職安（東京）で日雇い労働者ら"仕事よこせ闘争"開始、日雇い婦人労働者の参加目立つ。交渉のうえ全員就労を獲得。以後、運動は全国に波及。
- 5月14日 衆議院「遺族援助に関する決議」

引揚者その他生活困窮者に対して小口の生業資金を貸付。また、十分の力を持ちながら資金がないために生業を開始できない未亡人などに対してこの資金を融通しその自力更生を援助。
- 5月16日 参議院「未亡人並びに戦没者遺族の福祉に関する決議」
- 5月20日 生活を守る主婦大会、田無町婦人協議会準備会（東京）主催、約150名参加。主食の掛売り・教育予算の増額・生活用品の共同購入・保育所の設置・町有浴場を完全な町営に、など、また地区労働組合協議会と共同闘争へむかう事など決議。
- 5月21日、23日 日本民主婦人協議会（民婦協）、国会に主食掛売りの要請行動。
- 5月25-26日 第3回全国児童福祉大会で"未亡人"問題を討議
- 5月31日 新制国立大学69校設置、お茶の水女子大学・奈良女子大学など。
- 5月31日-6月1日 国鉄労働組合婦人部全国大会。3万人解雇に反対・吉田内閣打倒・文化と教育を我々の手で守れ・婦人戦線の統一、など決議。
- 5月- 三池炭鉱・高萩炭鉱（茨城）などで炭鉱主婦ら、主食掛売りを要求。

## 6～8月
- 6月11日 大学の学部長に初の女性、奈良女子大学家政学部長に波多腰ヤス。
- 6月14日 婦人団体協議会（婦団協）、人事院総裁・運輸大臣・国鉄総裁に対し、国鉄婦人労働者の解雇反対の決議文手渡す。
- 6月14-24日 京都YMCA、農繁期託児所を開設。
- 6月24日 優生保護法改正、経済的理由による人工妊娠中絶を認める。
- 6月25日 由起しげ子『本の話』、戦後初の芥川賞に。
- 7月19日 全国戦争未亡人大会、日本遺族厚生連盟主催、免税・年金の復活などを陳情。
- 7月19日 青年婦人決起大会、各種団体の青年婦人約3000人参加、中之島公園（大阪）で。ものものしく会場をとりまく警官の人垣の中で「産業防衛会議の結成」「ブル新をたたき出せ」の二つの緊急動議の後、市中デモ。

「ブル新」とは「ブルジョア新聞」の略。この場合、「ブルジョア」とは、民衆を抑圧するものを意味し、「ブルジョア新聞」とは朝日・毎日・読売などの主要新聞を指した。戦後の労働運動・平和運動等の急激な高揚は、戦前・戦中期の抑圧を知る多くの若者達を先鋭化させた。
- 7月20日 「婦人経済連盟」結成、婦人の事業経営者が会員
- 7月23日 森田元子、日展運営会（現社団法人日展[1]）審査員に。
- 7月24日 農村婦人協会設立、会長河崎なつ・理事長丸岡秀子。明治大学で創立総会。「農山漁村婦人を古いしきたりと苦しい生活から解放して民主的な明るい農村をうちたてること」が目的。

機関紙『農村婦人新聞』、旬刊で51号まで発行。農協婦人団体協議会発足等農協婦人の組織化が進むなかで、1951年にこの協会は解散した。　
- 7月- ストライキ中の川崎特殊製鋼、組合員家族の主婦ら生活保護適用を申請し認められる。
- 7月 明治記念館に結婚相談所開設。
- 8月1日 働く婦人の中央集会、労働省婦人少年局・NHK共催
- 8月9日 大峰山弥山ヶ岳へ5女性登頂、"女人禁制"崩れる。
- 8月11-12日 失業反対婦人大会、日本交通協会講堂で。女子労働者の41%が解雇された国鉄労働組合や各労働組合婦人部・失業者や賃金の遅欠配で半失業状態の労働者の家族・子どもづれの主婦など45団体150名が参加。家庭の主婦と労働組合は団結し共同して闘争しなければならない、など熱心な討議が行われた。
- 8月15日 婦人平和大会、中央大学講堂で、婦団協主催、日本民主婦人協議会（民婦協）も参加。戦争反対など宣言、各地でも平和を守る婦人大会開催。
- 8月23日 東京中央電話局で、解雇反対闘争中の女子交換手、警官により検束される。
- 8月28日 労働省婦人少年局地方職員室職員解雇、全国都道府県各1名減、反対運動おこる。

## 9～12月
- 9月2日 川口市（埼玉県）の主婦100余名、市役所へ税金令書返上。
- 9月21日 米価値上げ反対主婦大会、主婦400名首相官邸へ陳情。
- 10月8日 男性ファッションモデル第1号、大阪の百貨店化粧品売場に登場。
- 10月21日 川崎競輪（神奈川県）で日本初の女子選手権、28選手が出場。
- 10月28日 人口問題審議会、産児制限を実施せよと内閣に答申。
- 10月- 群馬蚕糸原市工場争議

旅行の問題から女子従業員の不満が爆発、従業員の一部が抗議行動として工場の蒸気をとめようとして解雇されたが、地域の労働者等の援助を得て地労委に提訴、50年2月に解雇は撤回された。
この年、製糸産業関係で労働争議続く。解雇反対、未払い賃金支給、休業補償などの要求を掲げ、全国繊維産業労働組合同盟（全繊同盟）・全国蚕糸労働組合連合会（全蚕労連）それぞれが、傘下の労働組合（組合員の大半は女子労働者）連携で組織的な波状ストライキを行った。
戦前、女工哀史といわれながら日本の産業を底辺から支えた繊維産業女子労働者達は戦後の労働運動をリードする存在となった。この年の繊維産業関係の労働運動の高揚は、これを象徴的に示している。
- 11月11日 衆参両院全婦人議員、「戦争放棄・厳正中立による全面講和」を望む共同声明発表。アメリカ合衆国・英国・ソ連・中国代表および対日理事会議長に声明書手渡す。
- 11月15日 門上千恵子、初の婦人検事に
- 11月26日 豊里炭鉱企業整備反対闘争86日間ストライキ突入。解雇対象者3000人。組合員家族の主婦会、主婦大会をもち、デモ行進にも参加。12月18日 主婦会による未払い賃金団体交渉。1950年2月10日 妥結。
- 11月 京都府、家庭内職の斡旋所を設置。
- 12月16日-17日 日本婦人会議、「アジア婦人会議」日本大会として開催。

国際民主婦人連盟からの呼びかけで中華人民共和国成立直後の北京（ペキン）で開催予定の「アジア婦人会議」への参加要請を受け、日本民主婦人協議会（民婦協）中心に代表選出・報告書作成等準備が進められたが、参加のためのパスポートが交付されず、やむなく、アジア大会に呼応してこの会議が開催された。15000名参加、日比谷公会堂で。議長羽仁説子・櫛田ふき・金恩順ら。
第1日生活問題、第2日児童問題がテーマ。「越冬資金を」「主食、電気、ガス、運賃の値上げ反対」「託児所を国庫負担で」など討論。
- 12月 民主党代議士園田直と労農党代議士松谷天光光が党派を超えて恋愛できちゃった結婚、松谷の妊娠を「厳粛なる事実」と言った堤ツルヨ代議士の言葉が流行。

## この年
- 前年に続き北関東・東北地方の人身売買続出、福島県・山形県が中心、特に福島県が総数の約半数。（労働省婦人少年局調べ）
- 全国の未亡人数187万7161人、その内、子の無いもの31万9402人、有子未亡人で扶養義務者の無いもの29万6105人、生活保護該当者22万7756人、職の無い者44万6545人、未亡人会の数2065。（厚生省調べ）
- 全国賃金調査、平均男7557円、女3125円（労働省調べ）
- 洋裁学校激増、2000校、生徒20万人、もんぺ姿が珍しくなる。
- アメリカの化粧品メーカー、マックスファクターが日本に進出。
- 雑誌「ドレスメーキング」創刊
- 東京の盛り場に花売り娘や靴みがき少年が激増。戦災孤児、たくましく生きる。
- 木下順二『夕鶴』発表、「婦人公論」1月号）、翌年より山本安英らぶどうの会上演。